# Leptospermum morrisonii
Leptospermum morrisonii är en myrtenväxtart som beskrevs av Joy Thomps.. Leptospermum morrisonii ingår i släktet Leptospermum och familjen myrtenväxter.
Artens utbredningsområde är New South Wales. Inga underarter finns listade i Catalogue of Life.

## Bildgalleri

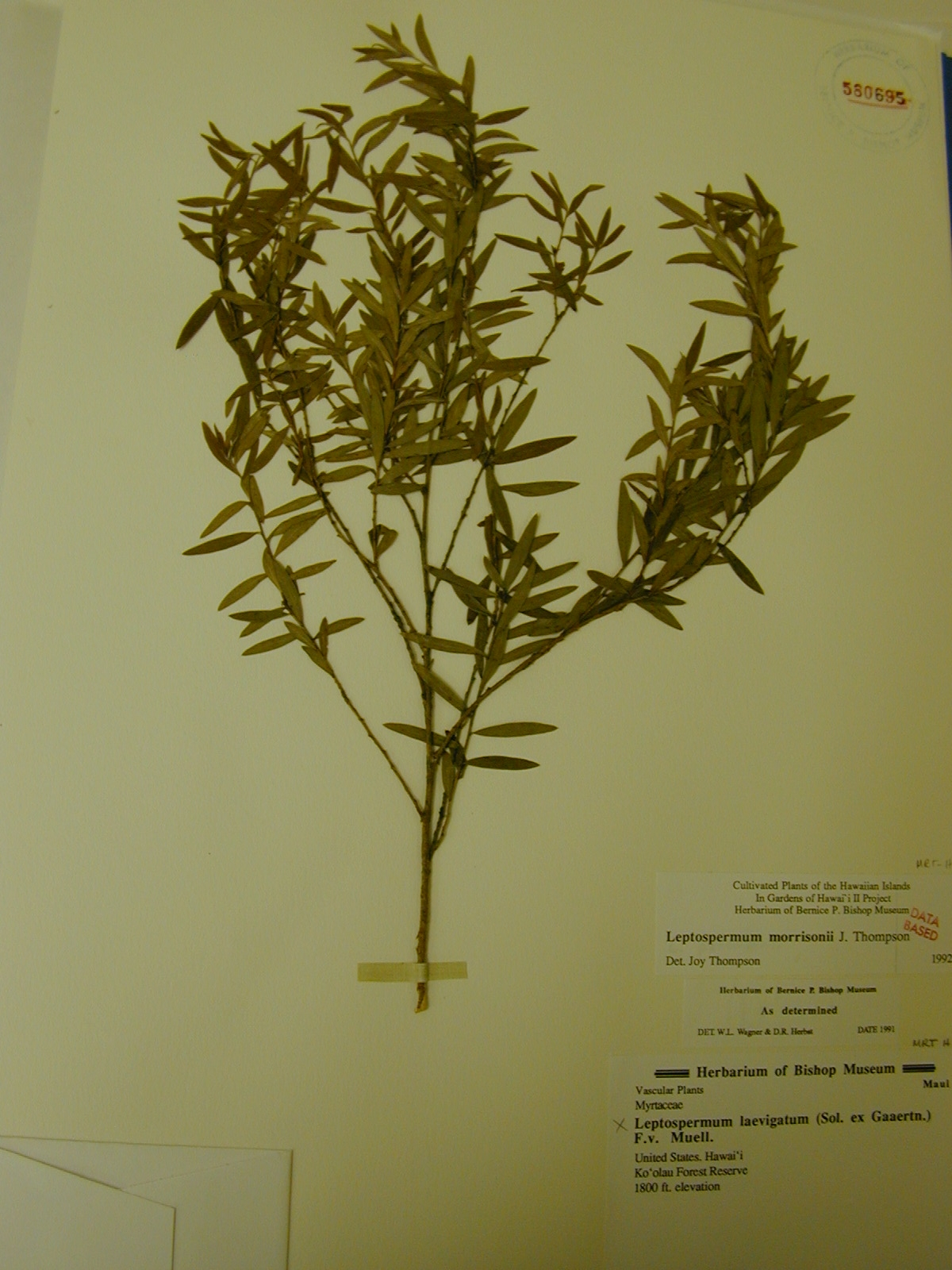
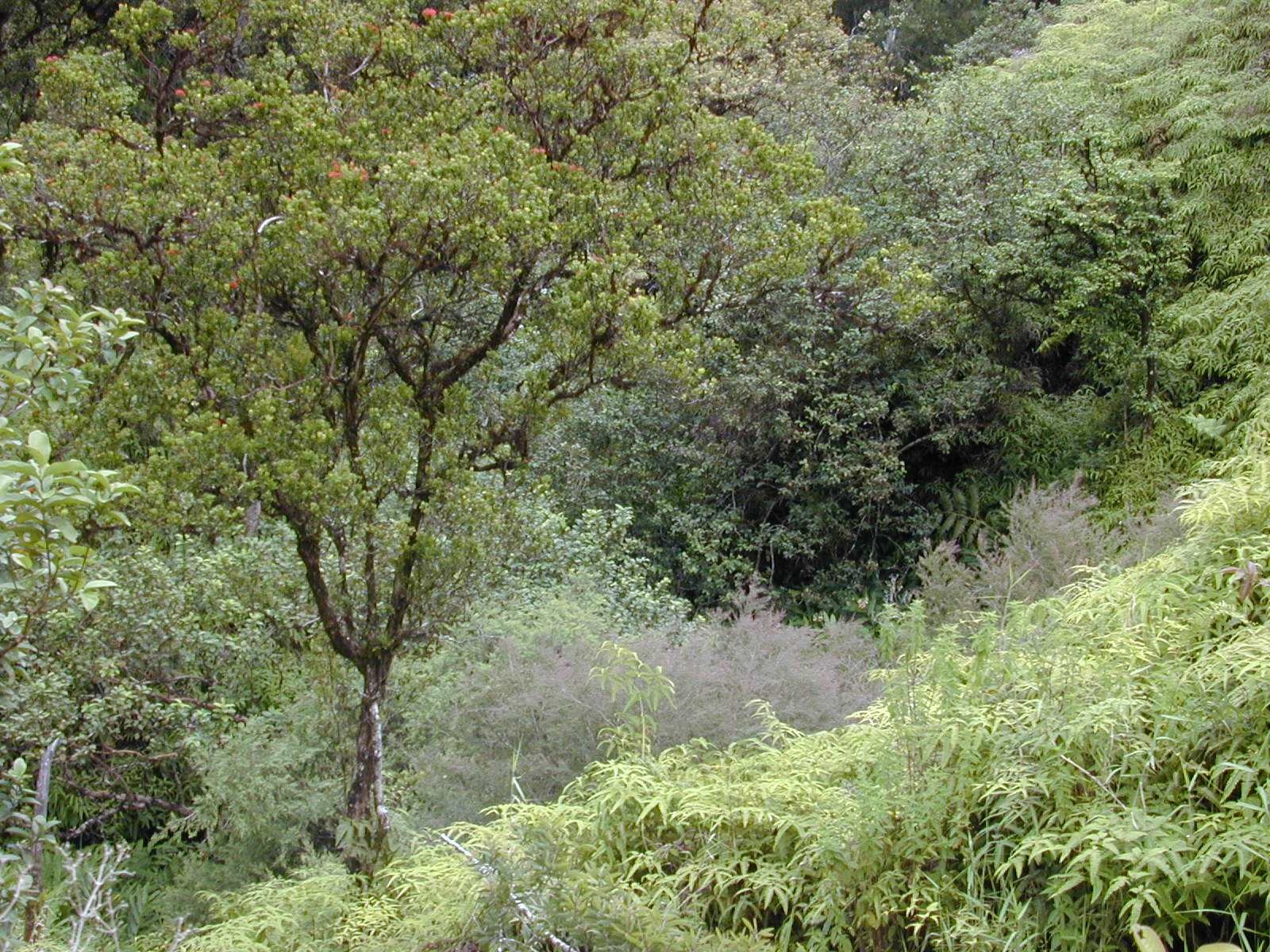
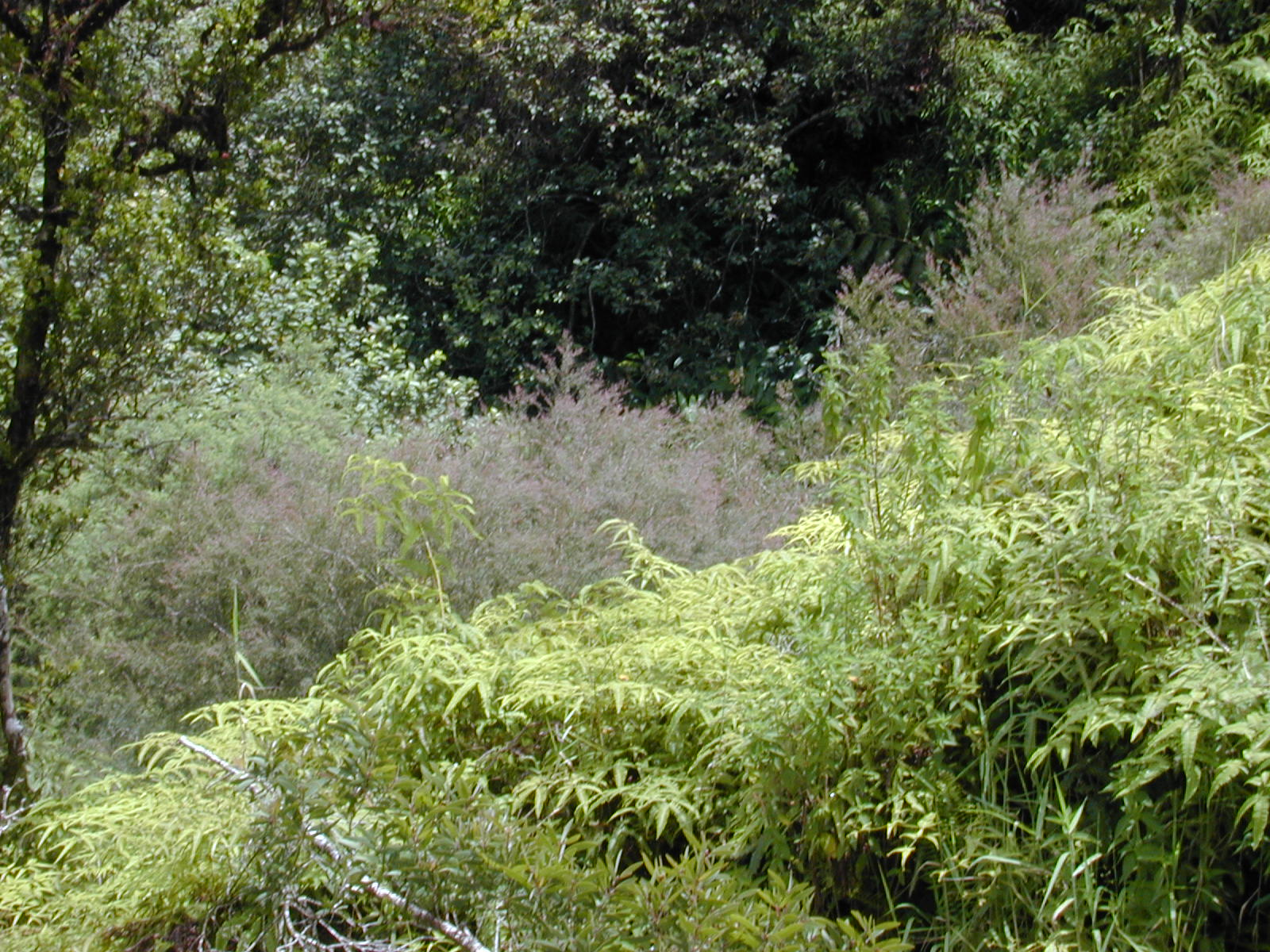
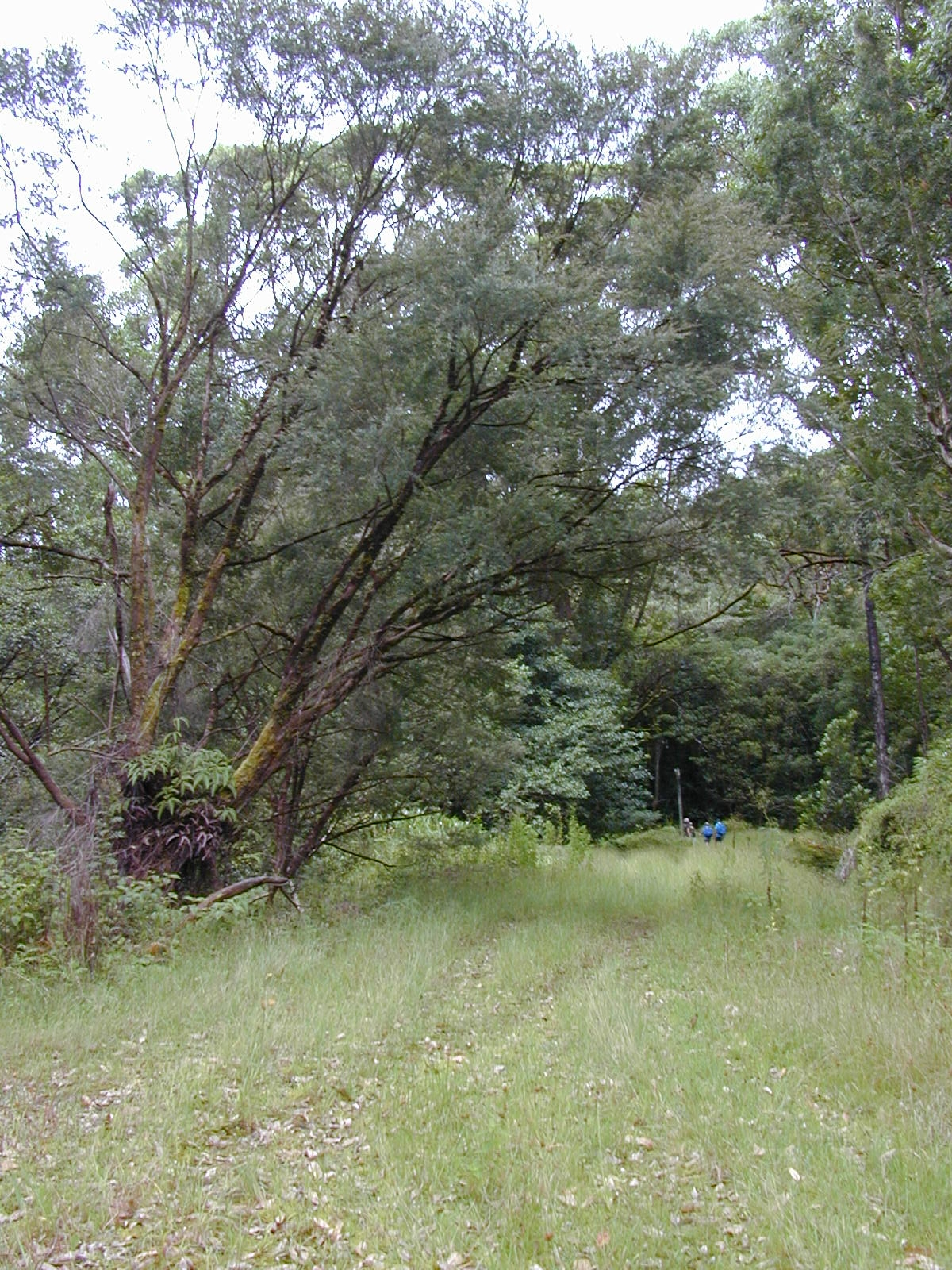